# Guy Tirolien
Guy Tirolien (Pointe-à-Pitre, 1917 - Marie-Galante, 1988) fou un diplomàtic i escriptor Guadalupeny. Es va integrar aviat en el moviment de la negritud, moviment literari fundat per Léopold Sédar Senghor, Aimé Césaire i Léon Gontran Damas. Contribuirà a fundar la revista Présence africaine, publicada simultàniament a París i a Dakar des de 1947.
Posteriorment treballà com a administrador colonial a Camerun i Mali, el que contribuirà a facilitar els contactes entre escriptors africans i antillans. També contactà amb els afronordamericans Claude McKay, Langston Hughes i Richard Nathaniel Wright, impulsors de el renaixement de Harlem. Durant la Segona Guerra Mundial fou fet presoner amb Léopold Sédar Senghor. Un cop alliberat, continuà la seva tasca com a representant de l'ONU a Mali i Gabon.
Com a escriptor és conegut pel famós poema Prière d'un petit enfant nègre (1943) recollit a Balles d'or publicat a les edicions Présence africaine. Aquest poema explica la història d'umn infant negra que no pot anar a l'escola. També va escriure Feuilles vivantes au matin.

## Obres
- Balles d'or, éd. Présence Africaine, 1961, rééd. 1995
- Feuilles vivantes au matin, Présence Africaine, 1977
- De Marie-Galante à une poétique afro-antillaise, éd. L'Harmattan, col. Monde Caraïbe